# Debtocracy
Debtocracy (griechisch Χρεοκρατία Chreokratia, wörtlich: Herrschaft der Schulden) ist ein griechischer Dokumentarfilm aus dem Jahr 2011 von Katerina Kitidi und Aris Chatzistefanou. Der Film behandelt die Ursachen der Staatsschuldenkrise Griechenlands und mögliche – von der Regierung nicht berücksichtigte – Lösungen, darunter die Frage der Odious debts (verabscheuungswürdigen Schulden).
Der Titel geht darauf zurück, dass Griechenland in der Schuldenkrise in den Schulden gefangen ist. Die Schulden würden als De-facto-Regierung sogar Verfassungsprinzipien und die Demokratie außer Kraft setzen.
Der Film steht unter der Creative-Commons-Lizenz. Er behandelt neben der griechischen Schuldenproblematik auch vorangehende Schuldenproblematiken in Argentinien und Ecuador.
Auf den Film folgte 2012 die Produktion Catastroika.